# Етюди.Live
Етюди — це запис концерту за львівського вокального колективу Піккардійська Терція, який був виданий на DVD.

## Перелік пісень
1. Коломбіна
2. Загадкова
3. Трамвайні етюди
4. Усе тобі
5. Маланка
6. Очі відьми
7. Нехай і холод, і вітри
8. Останній літній дощ
9. Ой, слаба я
10. I can't help
11. Відлуння твоїх кроків
12. Повір очам
13. Капелюх
14. Ой, летіли дикі гуси
15. Львів
16. Гранули
17. Кантрі
18. Сумна я була
19. Трамвай
20. Sole mio
21. Shamps Elysees
22. Я вчора потрапив на небо
23. Весільний марш